# Richard Kerner
Richard Kerner, né le 3 janvier 1943 en URSS, est un physicien théoricien français d'origine polonaise. 

## Biographie
Il a obtenu son baccalauréat au Lycée Reytan (Liceum im. Tadeusza Reytana) à Varsovie, puis a poursuivi ses études à l'université de Varsovie de 1960 à 1965, obtenant un diplôme de maîtrise sous la direction d'Andrzej Trautman. Il a continué sa formation doctorale en physique théorique à l'université Pierre-et-Marie-Curie à Paris, de 1968 à 1975. Il a soutenu en 1975 une thèse de doctorat intitulée Sur certaines applications de la théorie du champ de Yang et Mills, sous la direction d'Yvonne Choquet-Bruhat et André Lichnerowicz. 
Il a ensuite effectué sa carrière d'enseignant et de chercheur dans cette même université, au Laboratoire de mécanique relativiste de 1969 à 1985, au Laboratoire de physique des particules élémentaires de 1985 à 1990, au Laboratoire de gravitation et cosmologie relativiste (LGCR) dont il était directeur de 1990 à 2001, puis au Laboratoire de physique théorique de la matière condensée (LPTMC).
Il a été invité en tant que chercheur à l'Université d'Utrecht (1976), à l'Institut Joseph-Louis Lagrange de Turin (1981), au CERN à Genève (1983, 1988) et en tant que professeur à la SISSA de Trieste (1989) et au Laboratoire LENS de Florence (2006) en Italie, à l'université de Vitória, au Brésil (2013). Il est l'auteur de plus de deux cents publications en physique théorique, ainsi que de quelques livres sur la physique.
Il est actuellement professeur émérite de l'université Pierre-et-Marie-Curie.

## Travaux
Ses champs de recherche sont la gravitation, la cosmologie, la théorie des champs, la physique de la matière condensée, la géométrie non commutative, la mécanique quantique, la chimie physique et la biomathématique.

## Distinctions
- Prix Alexandre-Joannidès de l'Académie des sciences en 1991.

## Publications
- Méthodes classiques de physique théorique, Ellipses, 2014.
- Models of agglomeration and glass transition, Imperial College Press, 2006.
- Physics on manifolds, avec André Lichnerowicz et Moshé Flato, Springer, 1994.
- Relativité, avec Murat Boratav, Ellipses, 1991.
- Géométrie et physique, avec Yvonne Choquet-Bruhat[6] et André Lichnerowicz, Journées relativistes de Marseille-Luminy, 1985.
- Sur certaines applications de la théorie du champ de Yang et Mills, thèse de doctorat en sciences physiques, université Pierre-et-Marie-Curie, 1975.

## Sélection d'articles
- (en) Self-assembly of icosahedral viral capsids: the combinatorial analysis approach, Laboratoire LPTMC, université Pierre-et-Marie-Curie.
- (en) Discrete groups and internal symmetries of icosahedral viral capsids, Laboratoire LPTMC, université Pierre-et-Marie-Curie.